# Pavel Bermondt-Avalov
Pavel Rafailovitch Bermont-Avalov (Павел Рафаилович Бермондт-Авалов), 4 mars 1877, Tbilissi - 27 janvier 1974, New York (États-Unis), est un général russe représentant la tendance pro-allemande au sein du mouvement blanc.

## Biographie

### Origines et nom
Les origines de Pavel Rafailovitch sont mal connues et reposent en partie sur les affirmations de celui qui s'appelait jusqu'en octobre 1919 simplement Pavel Bermondt (ou Bermont). Le 9 octobre 1919 il utilise pour la première fois le titre de prince Bermondt-Avaloff et affirme avoir été adopté par le premier époux de sa mère, le prince Mikhaïl Antonovitch Avalov (le second époux, Rafail Bermondt, étant le père de Pavel).
Si son prénom est toujours Pavel, on lui trouve, selon les sources, comme patronyme Rafailovitch, Rafalovitch et même Mikhaïlovitch, son titre est tantôt baron, tantôt prince.

### Carrière militaire
Il participe à la guerre russo-japonaise dans le régiment des cosaques de l'Oussouri et est décoré de l'ordre de Saint-Georges de IIIe et IVe classes.
Pendant la Première Guerre mondiale il sert dans le Caucase et atteint le rang de capitaine. Après la révolution de février, au rang de colonel, il sympathise à Petrograd avec des organisations d'officiers visant à renverser le gouvernement provisoire. Après la Révolution d'Octobre il réside à Jitomir.
Pendant l'hiver 1918, il défend Kiev face aux assauts des hommes de Simon Petlioura et, quand ces derniers se rendent maîtres de la ville, se retrouve en prison. Lors du retrait des troupes impériales allemandes d'Ukraine, Bermondt est évacué avec d'autres officiers prisonniers en Allemagne.
Il rejoint une troupe de volontaires russes et allemands, le « corps du comte Keller », pour combattre les bolchéviques et soutenir les corps francs dans les Pays baltes. Les soldats sous son commandement sont appelés « Bermondtiens ». Il refuse de s'intégrer dans l'armée blanche du général Nikolaï Ioudenitch et est finalement accablé en novembre 1919 par la coalition des Britanniques, des Estoniens, de la nouvelle armée lettonne et des Bolchéviks. Son armée se replie alors sur Tilsit en Prusse-Orientale.
Bermondt s'enfuit alors au Danemark[réf. nécessaire], puis en Allemagne, d'où il est expulsé par les nazis dans les années 1930. Il se réfugie en Yougoslavie. Par la suite il s'installe aux États-Unis, où il meurt en 1974.